# الطيبة (رام الله)

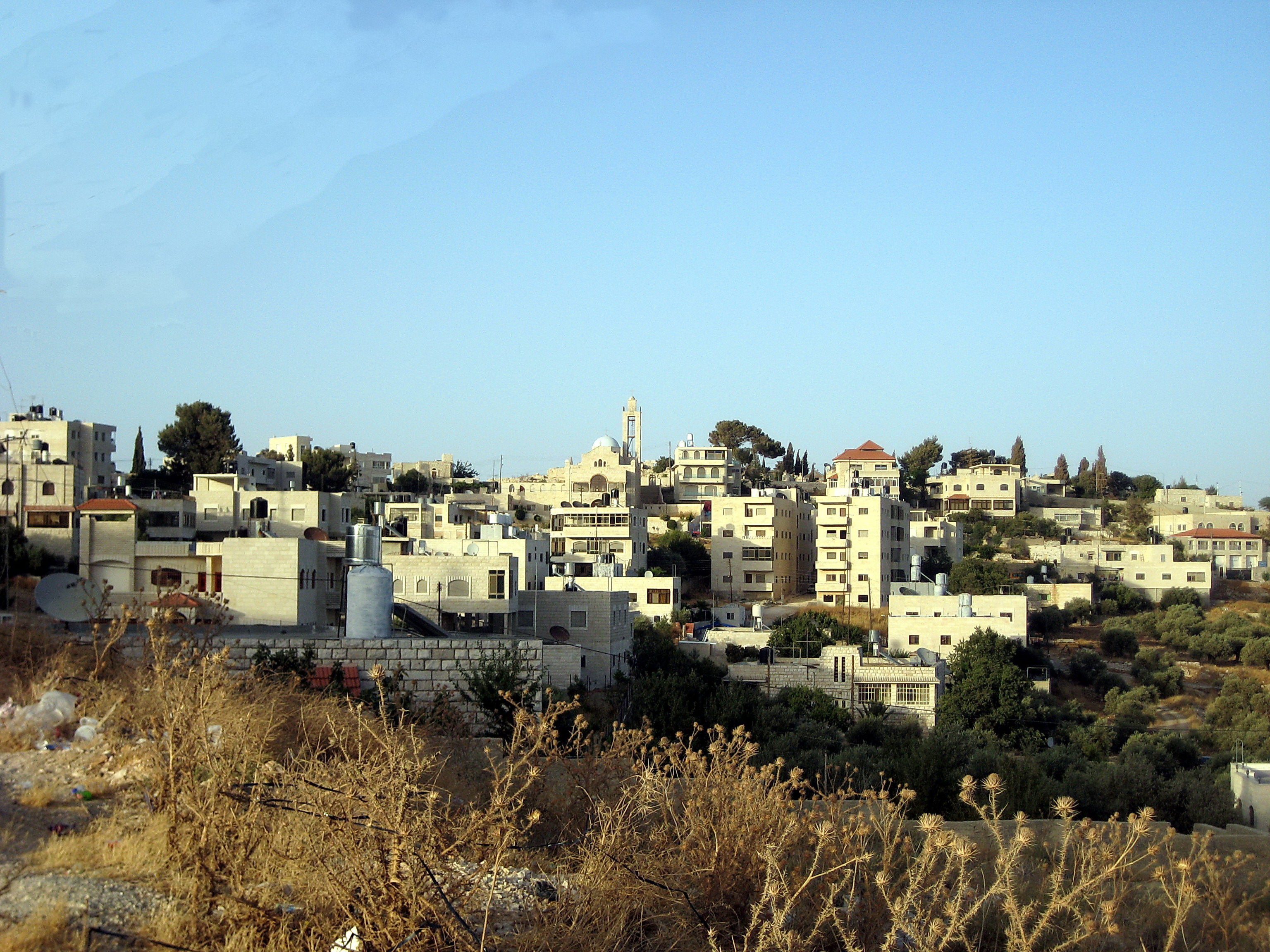
صورة بلدة الطيبة

الطيبة هي قرية فلسطينية في محافظة رام الله والبيرة وسط الضفة الغربية، ويبلغ عدد سكانها حوالي 1,340 نسمة حسب التعداد العام للسكان 2017، وتبلغ مساحتها 22,968 دونم، وهي من القرى الكنعانية القديمة. يعود سبب تسمية قرية الطيبة بهذا الاسم نسبة إلى طيبة أهلها، وكان أول من سماها بهذا الاسم هو صلاح الدين الأيوبي في القرن الثاني عشر.

## الجغرافيا
تقع قرية الطيبة شرق مدينة رام الله، على بُعد حوالي 12.5 كم متر هوائي، يحدها من الشرق أراضي دير جرير وأراضي العوجا، ومن الشمال دير جرير، ومن الغرب عين يبرود وأراضي سلواد، ومن الجنوب رمون.

## التاريخ
في القرن الخامس، تم بناء كنيسة تُعرف اليوم باسم كنيسة القديس جورج في شرق المدينة. وفي القرن الثاني عشر، تم بناء كنيسة أخرى من قبل الصليبيين الملحقين بالكنيسة الأولى.
قام الصليبيون بتحصين طيبة عن طريق قلعة سميت باللغة الإنجليزية بقلعة سانت إلياس. في شهر فبراير من عام 1182، أعطى جوسيلين الثالث القلعة للملك بالدوين الرابع ملك القدس مع بعض الممتلكات الأخرى في مقابل السيادة على معليا. في عام 1185، منح ملك بالدوين الخامس ملك القدس القلعة لجده ويليام الخامس، مركيز مونتفرات.
ومع ذلك، في عام 1187 سقطت الطيبة أمام صلاح الدين في أعقاب معركة حطين. وصفها عماد الدين الأصفهاني بأنها قلعة صليبية استولى عليها صلاح الدين الأيوبي، بينما وصفها ياقوت الحموي، تحت اسم عفرة، بأنها «قلعة في محافظة فلسطين، بالقرب من القدس».

### العهد العثماني
في عام 1596، ظهرت قرية تُدعى طيبات العاصم في سجلات الضرائب العثمانية في ناحيه القدس في لواء القدس. كان عدد سكانها 63 أسرة مسلمة و 23 أسرة مسيحية. دفعت القرية ضرائب على القمح والشعير والكروم أو أشجار الفاكهة والماعز وخلايا النحل. بمجموع 22100 آقجة. كل العائدات ذهبت إلى الوقف.
حوالي 1810-1820 خاضت معركة كبيرة في القرية بين الفصائل المتنافسة من «القيس» و «اليماني». في نهاية المطاف، نجح «اليماني»، بقيادة شيخ أبو غوش، في استعادة طيبة من فصيل قيس. عندما زار إدوارد روبنسون في عام 1838، وجد أنه يحتوي على 75 شخصاً خاضعاً للضريبة، مما يشير إلى أن عدد سكانها يتراوح بين 300 و 400 شخص. وقد لوحظ أنها قرية مسيحية يونانية في منطقة بني سليم، شرقي القدس.
زار المستكشف الفرنسي فيكتور جويرين القرية في عام 1863، ووصف طيبة بأنها تضم ما يقرب من 800 قروي، و 60 كاثوليك، والباقي الأرثوذكس اليوناني. وأشار كذلك إلى أن البقايا عبارة عن مبنى كبير على قمة تل. أظهرت قائمة قرية عثمانية من حوالي 1870 الطيبة لتكون مدينة مسيحية مع 87 منزلاً ويبلغ عدد سكانها 283، على الرغم من أن عدد السكان شمل الرجال فقط.
في عام 1882، وصف مسح فلسطين الاستكشاف الذي أجراه صندوق استكشاف فلسطين غرب مدينة الطيبة بأنه «قرية مسيحية كبيرة في موقع بارز، به منازل حجرية مبنية بشكل جيد. يوجد برج مركزي على قمة التل؛ على جانبي حدائق الزيتون والتين في الأرض المنخفضة، المنظر واسع النطاق على كلا الجانبين، توجد كنيسة سان جورج المهدمة بالقرب من القرية، وهناك بقايا قلعة مدمرة في القرية، والسكان مسيحيون يونانيون».
قام شارل دي فوكول (1853–1916)، وهو مستكشف وراهب فرنسي، بالمرور عبر طيبة في يناير 1889 وعاد في عام 1898. واستلهم من زيارته، كتب «ثمانية أيام في أفرام، تراجع عام 1898، من يوم الاثنين بعد يوم الصوم الكبير الأحد، (14 مارس) حتى الاثنين، بعد الصوم الكبير الرابع (21 مارس).»
في عام 1896، قدّر عدد سكان الطيبة بحوالي 672 شخصًا.

### الانتداب البريطاني
في التعداد السكاني لعام 1922 الذي أجرته سلطات الانتداب البريطاني على فلسطين، بلغ عدد سكان الطيبة 961، 954 مسيحياً وسبعة مسلمين، حيث كان 663 منهم من الأرثوذكس و 249 من الروم الكاثوليك و 60 من الروم الكاثوليك (ملكشيت) و 2 من الأنجليكانيين
في عام 1927، تم بناء كنيسة أرثوذكسية يونانية على كنيسة بيزنطية، مدمجة بعناية العناصر المعمارية، مثل الأعمدة، والأعتاب، والعواصم، وخطان، ورصيف من الفسيفساء المكسور به نقش يوناني.
في وقت تعداد عام 1931، كان عدد سكان الطيبة 1,125 نسمة. 1038 مسيحي و 87 مسلم يعيشون في 262 منزلاً.
زاد عدد السكان في عام 1945 إلى 1330، 1.180 مسيحي و 150 مسلم، في حين بلغ إجمالي مساحة الأرض 2031 دونم، ووفقاً لمسح رسمي للأراضي والسكان. تم تخصيص 527 5 من هذه المزارع والأراضي القابلة للري، و 748 5 للحبوب، في حين تم تصنيف 80 دونم كمناطق مبنية.

### الحكم الأردني
في أعقاب حرب عام 1948، وبعد اتفاقات الهدنة لعام 1949، أصبحت الطيبة تحت الحكم الأردني.
وجد الإحصاء الأردني لعام 1961 أن 1,677 نسمة في الطيبة، منهم 1176 مسيحيون.

### النكسة
بعد حرب الأيام الستة عام 1967، تعرض الطيبة للاحتلال الإسرائيلي.
في عام 1986، تم افتتاح مركز شارل دي فوكول للحج بتمويل من الملازم الفرنسي لفرسان القبر المقدس في القرية.
بعد اتفاقيات عام 1995، تم تعريف 35 ٪ من أراضي القرية على أنها منطقة ب، في حين أن 65 ٪ المتبقية هي المنطقة ج. صادرت إسرائيل 393 دونم من الأراضي من الطيبة لبناء مستوطنات ريمونيم الإسرائيلية، و 22 دونم عوفرا.
في 19 إبريل 2013، حاول المستوطنون الإسرائيليون السيطرة على دير الطيبة والكنيسة المجاورة. قام شباب من الطيبة والقرى المحيطة بمن فيهم دير جرير ورمون وسلواد وكفر مالك وعين يبرود بطرد المستوطنين. يتظاهر الفلسطينيون من المنطقة المجاورة بشكل منتظم في أرض الدير، ويعقد المسلمون الفلسطينيون صلاة الجمعة في التضاريس من أجل حمايتها من المحاولات الإسرائيلية المحتملة لمصادرتها.

### السلطة الفلسطينية
بعد تأسيس السلطة الفلسطينية، قسمت أراضي القرية إلى قسمين: الأول شكل حوالي 35% من مساحة القرية الكلية وعرف باسم المنطقة «ب»، بينما القسم الآخر والذي شكل النسبة المتبقية عرف باسم المنطقة «ج».

## السكان
دخلت فلسطين وفود كبيرة عبر العصور من تجار وغيرهم وذلك لموقعها الهام كنقطة وصل بين القارات، ومركز للحضارات والأديان. يبلغ عدد سكان الطيبة حاليا حوالي 1,340 نسمة من المسيحين والمسلمين وذلك حسب التعداد العام للسكان 2017 الذي أجراه الجهاز المركزي للإحصاء الفلسطيني.

## مؤسسات القرية
يوجد في القرية عدة مؤسسات تابعة للحكومة منها مكتب البريد، ومركز أمن وطني.
كما يوجد عدة مؤسسات محلية وجمعيات لمختلف الفئات وفي عدة مجالات: 
- بلدية الطيبة
- جمعية الطيبة التعاونية
- مجموعة كشافة الطيبة الوطنية
- نادي أرذوكس الطيبة
- جمعية الطيبة الزراعية الوطنية

## الاقتصاد
يعتمد الاقتصاد في قرية الطيبة على عدة قطاعات، أهمها قطاع الوطائف حيث يستوعب 57% من القوى العاملة.
وقد جاءت النتائج للمسح الميداني للأيدي العاملة الذي قام به معهد أريج عام 2011 كما يلي:
- قطاع الموظفين ويشكل 57%
- قطاع الزراعة 20%
- قطاع التجارة 10%
- قطاع الطناعة 5%
- قطاع الخدمات 5%